# David McTaggart
David Fraser McTaggart (Vancouver, 24 giugno 1932 – Paciano, 23 marzo 2001) è stato un ambientalista canadese, ma trasferitosi in Nuova Zelanda, conosciuto per aver diretto Greenpeace International.

## Biografia
Eccellente atleta multidisciplinare, da giovane vinse per tre volte consecutive il Campionato Nazionale Canadese di Badminton (1956—1958), nel singolo. Rappresentò poi il suo Paese nella Thomas Cup, il campionato mondiale a squadre di questo sport. Prima di occuparsi di Greenpeace, ebbe successo come impresario edile e operatore immobiliare.
Nel 1972 rispose ad un annuncio su un giornale di una associazione chiamata Greenpeace e mise a disposizione la sua imbarcazione (Vega) per andare a protestare contro i test atomici compiuti dalla Francia nell'Oceano Pacifico nell'atollo di Moruroa. Venne coinvolto in alcuni spiacevoli episodi con la marina francese, ma ottenne il risultato auspicato quando, nel 1974, la Francia annunciò la fine dei test nucleari in atmosfera. Divenne portavoce generale e presidente di Greenpeace International nel 1979 e si ritirò nel 1991 andando a vivere in Italia a Paciano in Umbria, anche se continuò a partecipare alla vita associativa di Greenpeace. Nel 1995 ricevette il Premio Colombe d'Oro per la Pace da parte dell'Istituto di Ricerche Internazionali Archivio Disarmo.  Morì in un incidente stradale nel 2001 e l'artista Te Vaka gli dedicò la canzone Sei Ma le Losa.